# Discografia dei Talking Heads
Questa pagina contiene la discografia del gruppo new wave statunitense Talking Heads.

## Album in studio
- 1977 - Talking Heads: 77
- 1978 - More Songs About Buildings and Food
- 1979 - Fear of Music
- 1980 - Remain in Light
- 1983 - Speaking in Tongues
- 1985 - Little Creatures
- 1986 - True Stories
- 1988 - Naked

## Album dal vivo
- 1979 - Talking Heads Live On Tour (Promo)
- 1982 - The Name of This Band Is Talking Heads
- 1984 - Stop Making Sense

## Raccolte
- 1992 - Once in a Lifetime - The Best of Talking Heads
- 2003 - Once in a Lifetime
- 1992 - Sand in the Vaseline: Popular Favorites
- 2004 - The Best of Talking Heads
- 2005 - Talking Heads
- 2006 - Bonus Rarities and Outtakes (digital download)
- 2007 - The Collection
- 2009 - Same as It Ever Was

## Album remix
- 1999 - 12 × 12 Original Remixes

## Album video
- 1988 - Storytelling Giant

## Singoli
- 1977 - Love → Building on Fire
- 1977 - Uh-Oh, Love Comes to Town
- 1977 - Psycho Killer
- 1978 - Pulled Up
- 1978 - Take Me to the River
- 1979 - Life During Wartime
- 1980 - I Zimbra
- 1980 - Cities
- 1980 - Crosseyed and Painless
- 1981 - Once in a Lifetime
- 1981 - Houses in Motion
- 1983 - Burning Down the House
- 1983 - This Must Be the Place (Naive Melody)
- 1984 - Girlfriend Is Better (live)
- 1985 - The Lady Don't Mind
- 1985 - Road to Nowhere
- 1985 - And She Was
- 1985 - Stay Up Late
- 1985 - Once in a Lifetime (live)
- 1986 - Wild Wild Life
- 1986 - Love for Sale
- 1986 - Hey Now
- 1986 - Puzzlin' Evidence
- 1987 - Radio Head
- 1988 - Blind
- 1988 - (Nothing But) Flowers
- 1991 - Sax and Violins
- 1992 - Lifetime Piling Up

## Video musicali
| Titolo                                  | Anno | Regista/i                       |
| --------------------------------------- | ---- | ------------------------------- |
| "Once in a Lifetime"                    | 1981 | Toni Basil, David Byrne         |
| "Crosseyed and Painless"                | 1981 | Toni Basil                      |
| "Burning Down the House"                | 1983 | David Byrne                     |
| "This Must Be the Place (Naive Melody)" | 1983 | David Byrne                     |
| "Slippery People"                       | 1984 | Jonathan Demme                  |
| "Road to Nowhere"                       | 1985 | David Byrne, Stephen R. Johnson |
| "The Lady Don't Mind"                   | 1985 | Jim Jarmusch                    |
| "And She Was"                           | 1985 | Jim Blashfield                  |
| "Stay Up Late"                          | 1986 | Ted Bafaloukos                  |
| "Wild Wild Life"                        | 1986 | David Byrne                     |
| "Love for Sale"                         | 1986 | David Byrne, Melvin Sokolsky    |
| "(Nothing But) Flowers"                 | 1988 | David Byrne                     |
| "Blind"                                 | 1988 | Annabel Jankel, Rocky Morton    |
| "Sax and Violins"                       | 1991 | Wim Wenders                     |
| "Lifetime Piling Up"                    | 1992 | N.D.                            |